# Fokker Dr.I
Die Fokker Dr.I war ein Dreidecker-Jagdflugzeug der Fokker Flugzeugwerke in Schwerin. Das von der Fliegertruppe des Deutschen Heeres im Ersten Weltkrieg ab 1917 eingesetzte Flugzeug wurde wegen seiner Wendigkeit und Steigfähigkeit geschätzt und insbesondere durch den erfolgreichsten Jagdflieger des Ersten Weltkrieges Manfred von Richthofen (der „Rote Baron“) berühmt, der 19 seiner 80 Luftsiege in ganz oder teilweise rot gestrichenen Fokker-Dreideckern erzielte und auch in einer Dr.I den Tod fand.

## Entwicklung
Die Dr.I entstand aus dem Wunsch nach einer Kopie des britischen Dreideckers Sopwith Triplane, dessen gute Flugleistungen und Wendigkeit die deutschen Jagdflieger beeindruckt hatte, auch Manfred von Richthofen äußerte sich anerkennend über den Sopwith Triplane. Anstatt wie von der Inspektion der Fliegertruppen erwartet eine genaue Kopie des Sopwith Triplane zu bauen, schuf Fokkers Konstrukteur Reinhold Platz einen eigenen Entwurf, der an Fokkers Fertigungstechnik angepasst war. Zunächst war Platz von der Idee, einen Dreidecker zu bauen, überhaupt nicht begeistert und begann, einen herkömmlichen Doppeldecker zu konstruieren. Anthony Fokker setzte Platz daraufhin unter Druck und so entstand die Fokker V.4 als Dreidecker.
| Bezeichnung | Bemerkung                                                                                         |
| ----------- | ------------------------------------------------------------------------------------------------- |
| D.VI / V.4  | Dreidecker, der zur Dr.I führte; 3 Stück gebaut                                                   |
| D.VI / V.5  | Prototyp der Dr.I (siehe Fokker V 5)                                                              |
| F.I / Dr.I  | F.I: frühe Serienbezeichnung des Fokker-Dreideckers, dies wurde jedoch sehr bald in Dr.I geändert |

## Aufbau
Der Fokker-Dreidecker besaß zunächst freitragende Tragflächen, später wurden sie aufgrund des Auftretens von Flügelschwingungen um Verstrebungen am Außenflügel ergänzt. Obwohl diese Bauweise durch den Verzicht auf Verspannungsdrähte tendenziell einen geringen Luftwiderstand versprach, kam dieser Vorteil durch den hohen Widerstand dreier dicht übereinander angeordneter Tragflächen nicht zum Tragen.
Die grundlegende Konstruktion des Flugzeuges bestand aus einem Rumpfgerüst, das aus 10–35 mm starken Stahlrohren zusammengeschweißt wurde, und einem Holz-Tragwerk mit Metallbeschlägen und Ruderflächen aus Stahlrohr.
Bei den Holzbauteilen wurde fast ausschließlich geleimtes Sperrholz verwendet, da dieses flexibler und belastbarer ist als Bauteile aus Massivholz. Je nach Verwendungszweck und Belastung wurden Kiefer, Tanne und Birke verwendet und zum Teil miteinander verleimt. So bestanden die Rippen der Tragflächen aus Birkensperrholz, auf das außen eine Schicht Tannenholz aufgeleimt wurde. Die Flügelholme wiederum waren aus geleimtem Kiefernsperrholz. Als Holzleim wurde das Milcheiweißprodukt Kaseinleim verwendet.
Die Bespannung des Flugzeuges bestand aus einfachem Leinenstoff. Um die relativ großen Zwischenräume zwischen den Stahlrohren zu schließen, wurde der Stoff geplättet. Nach dem Beziehen des Flugzeuges wurde der Stoff mit einem Spannlack aus Celluloseacetat bestrichen und dadurch gespannt und gegen Wind und Wasser abgedichtet. An wenigen nicht tragenden Teilen, wie zum Beispiel der Motorverkleidung, wurde auch Aluminium verwendet.

## Einsatz
Der Fokker-Dreidecker, ausgestattet mit einem nur 110 PS starken Umlaufmotor, war im Vergleich zu anderen Jagdflugzeugen relativ langsam, konnte aber dank des dicken Flügelprofils und des geringen Gewichts bei niedriger Geschwindigkeit sehr steil steigen und war in der Manövrierfähigkeit unübertroffen. Selbst die als sehr wendig geltende britische Sopwith Camel konnte mit dem Fokker-Dreidecker ausgekurvt werden. Manfred von Richthofen beschrieb die Dr.I mit den Worten: „Wendig wie die Teufel und klettern wie die Affen.“
Am 1. September 1917 traf die erste Dr.I an der Front ein. Zwischen Mitte September und Anfang November 1917 kam es zu mehreren tödlichen Abstürzen aufgrund einer zu schwachen Tragflächenkonstruktion, was dazu führte, dass die Dr.I vorläufig aus dem Dienst gezogen wurde. Ab Februar 1918 wurde der Dreidecker wieder an der Front eingesetzt, nachdem Fokker die Tragflächen verstärkt hatte. Die Fokker Dr.I wurde bis zum Mai 1918 in einer vergleichsweise geringen Anzahl von 420 Exemplaren produziert.

### Leistungsvergleich
Leistungsvergleich von Jagdeinsitzern im Fronteinsatz zum Ende des Ersten Weltkriegs:
| Name                   | Staat                  | Erstflug   | Indienststellung | Motorleistung | max. Geschwindigkeit | Startmasse | Bewaffnung (MG) | Gipfelhöhe | Stückzahl |
| ---------------------- | ---------------------- | ---------- | ---------------- | ------------- | -------------------- | ---------- | --------------- | ---------- | --------- |
| Albatros D.III         | Deutsches Reich        | 1916-08-01 | 1917-01-15       | 170 PS        | 165 km/h             | 886 kg     | 2               | 5.500 m    | 1352      |
| S.E.5a                 | Vereinigtes Königreich | 1916-11-22 | 1917-03-15       | 200 PS        | 222 km/h             | 880 kg     | 2               | 5.185 m    | 5205      |
| Sopwith Camel          | Vereinigtes Königreich | 1916-12-31 | 1917-06-15       | 130 PS        | 185 km/h             | 659 kg     | 2               | 5.791 m    | 5490      |
| Sopwith Dolphin        | Vereinigtes Königreich | 1917-03-23 | 1918-02-15       | 200 PS        | 211 km/h             | 890 kg     | 2               | 6.100 m    | 2072      |
| Albatros D.Va          | Deutsches Reich        | 1917-04-15 | 1917-07-15       | 185 PS        | 187 km/h             | 937 kg     | 2               | 6.250 m    | 2562      |
| Pfalz D.IIIa           | Deutsches Reich        | 1917-04-15 | 1917-08-15       | 180 PS        | 181 km/h             | 834 kg     | 2               | 6.000 m    | 750       |
| SPAD S.XIII            | Frankreich             | 1917-04-30 | 1917-05-31       | 220 PS        | 222 km/h             | 820 kg     | 2               | 6.650 m    | 8472      |
| Nieuport 28            | Frankreich             | 1917-06-14 | 1918-03-15       | 160 PS        | 195 km/h             | 740 kg     | 2               | 5.200 m    | 300       |
| Fokker Dr.I            | Deutsches Reich        | 1917-07-05 | 1917-09-01       | 130 PS        | 160 km/h             | 585 kg     | 2               | 6.500 m    | 420       |
| Sopwith Snipe          | Vereinigtes Königreich | 1917-10-31 | 1918-08-30       | 230 PS        | 195 km/h             | 955 kg     | 2               | 6.100 m    | 497       |
| L.F.G. Roland D.VIa    | Deutsches Reich        | 1917-11-30 | 1918-05-15       | 160 PS        | 190 km/h             | 820 kg     | 2               | 5.500 m    | 353       |
| Siemens-Schuckert D.IV | Deutsches Reich        | 1917-12-31 | 1918-08-15       | 160 PS        | 190 km/h             | 735 kg     | 2               | 8.000 m    | 123       |
| Fokker D.VII           | Deutsches Reich        | 1918-01-24 | 1918-04-15       | 180 PS        | 189 km/h             | 910 kg     | 2               | 6.000 m    | 800       |
| Fokker D.VIIF          | Deutsches Reich        | 1918-01-24 | 1918-04-15       | 226 PS        | 205 km/h             | 910 kg     | 2               | 7.000 m    | 200       |
| Pfalz D.VIII           | Deutsches Reich        | 1918-01-24 | 1918-09-15       | 160 PS        | 190 km/h             | 740 kg     | 2               | 7.500 m    | 120       |
| Pfalz D.XII            | Deutsches Reich        | 1918-03-31 | 1918-07-15       | 160 PS        | 180 km/h             | 902 kg     | 2               | 5.640 m    | 750       |
| Fokker D.VIII          | Deutsches Reich        | 1918-05-31 | 1918-07-31       | 110 PS        | 204 km/h             | 605 kg     | 2               | 6.300 m    | 289       |

## Technische Daten
| Kenngröße             | Daten                                                                |
| --------------------- | -------------------------------------------------------------------- |
| Besatzung             | 1                                                                    |
| Länge                 | 5,75 m                                                               |
| Spannweite oben       | 7,20 m                                                               |
| Spannweite mittig     | 6,23 m                                                               |
| Spannweite unten      | 5,73 m                                                               |
| Höhe                  | 2,95 m                                                               |
| Flügelfläche          | 18,70 m²                                                             |
| Leermasse             | 383 kg                                                               |
| max. Startmasse       | 585 kg                                                               |
| Motor                 | ein 9-Zylinder-Umlaufmotor Oberursel Ur.II 1                         |
| Leistung              | 110 PS (81 kW)                                                       |
| Hubraum               | 15,1 l                                                               |
| Motormasse            | 140 kg                                                               |
| Höchstgeschwindigkeit | 160 km/h in 2800 m Höhe 140 km/h in 4200 m Höhe                      |
| Steigzeit             | 2:54 min auf 1000 m Höhe                                             |
| Gipfelhöhe            | 6500 m                                                               |
| Flugdauer             | 1:30 h                                                               |
| Bewaffnung            | 2 starre, synchronisierte MG 08/15, durch den Propellerkreis feuernd |

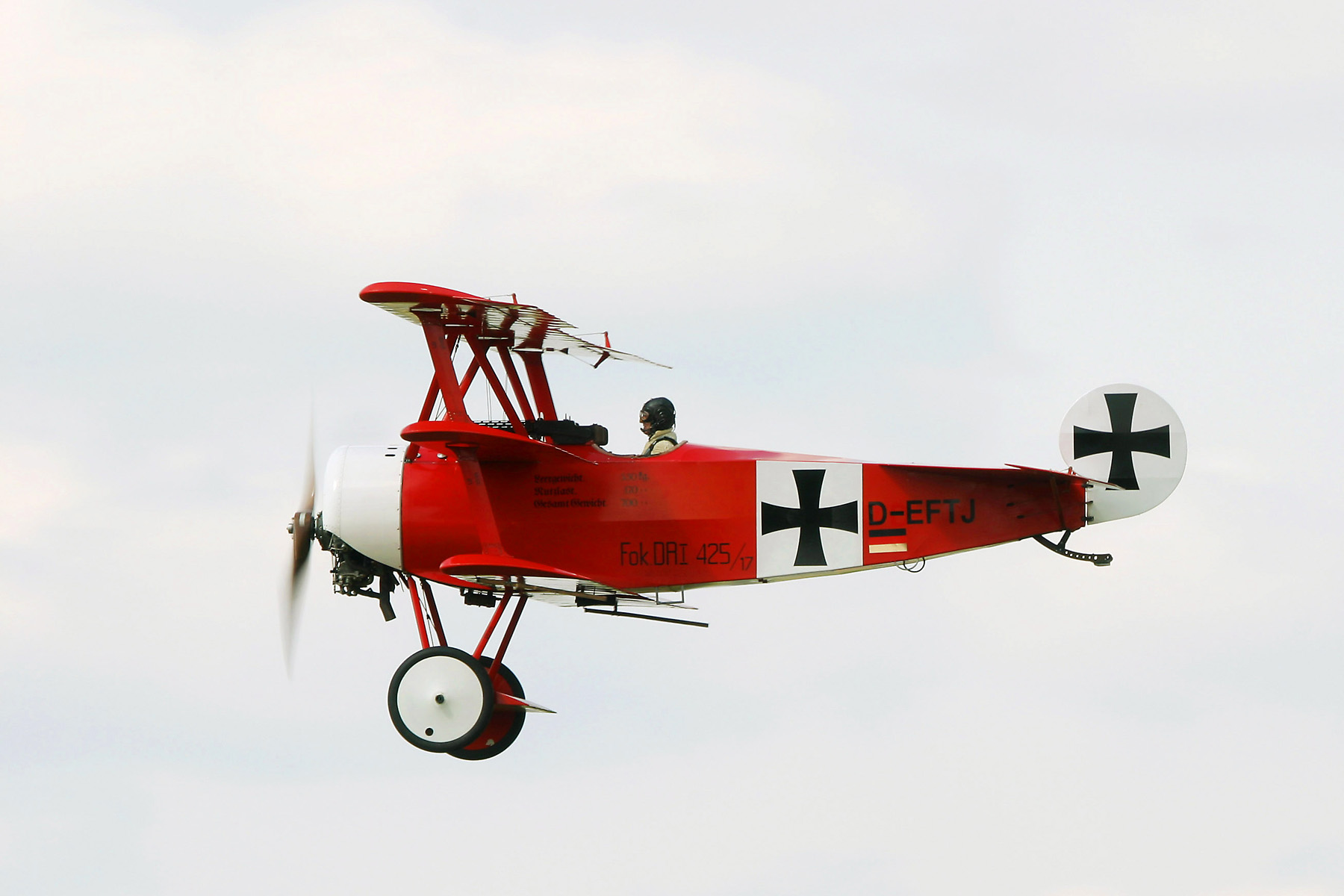
Nachbau der Fokker Dr.I auf der ILA 2004 im Flug
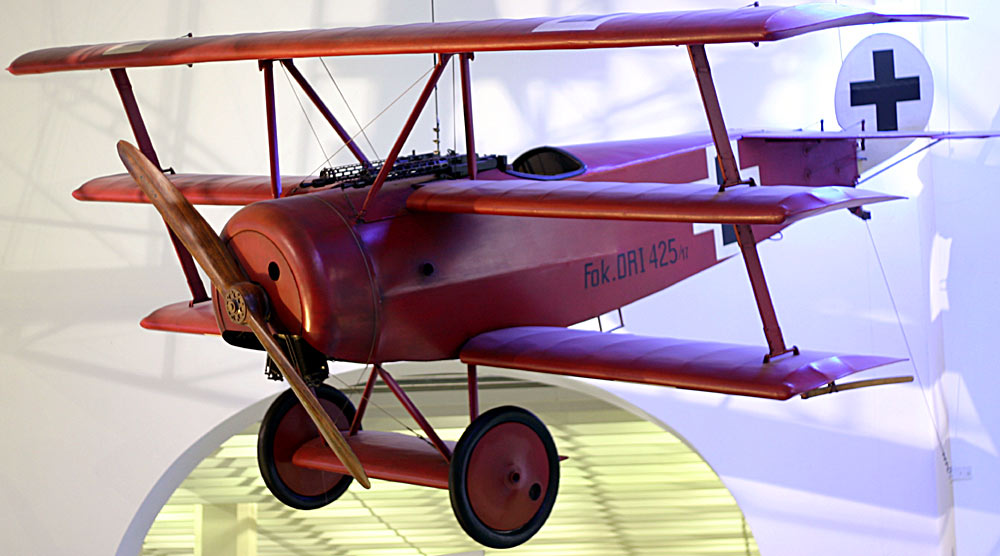
Nachbau einer Fokker Dr.I, wie sie von Richthofen bei seinem letzten Einsatz flog, Deutsches Museum in München
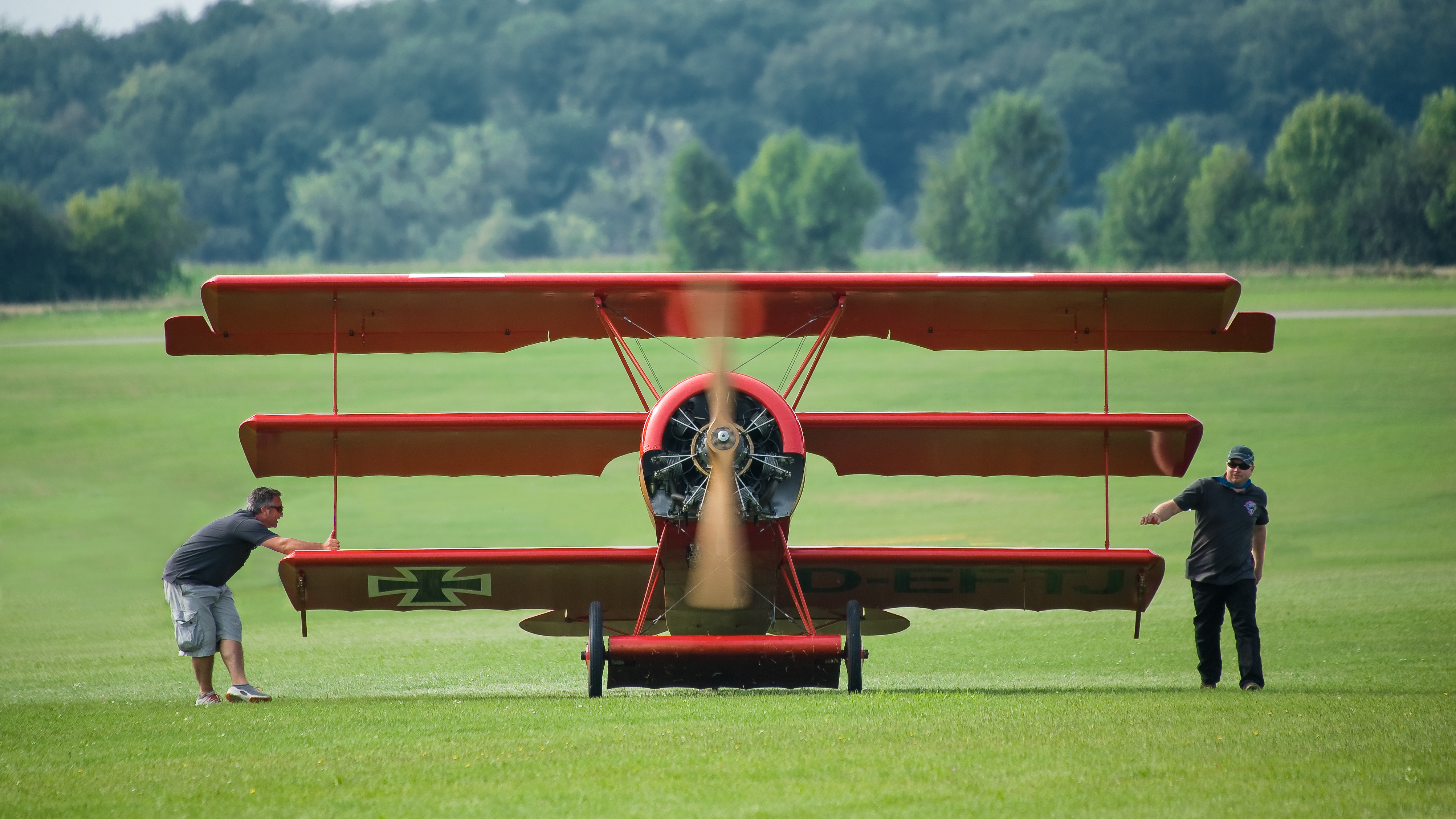
Frontalansicht eines Dr.I-Nachbaus
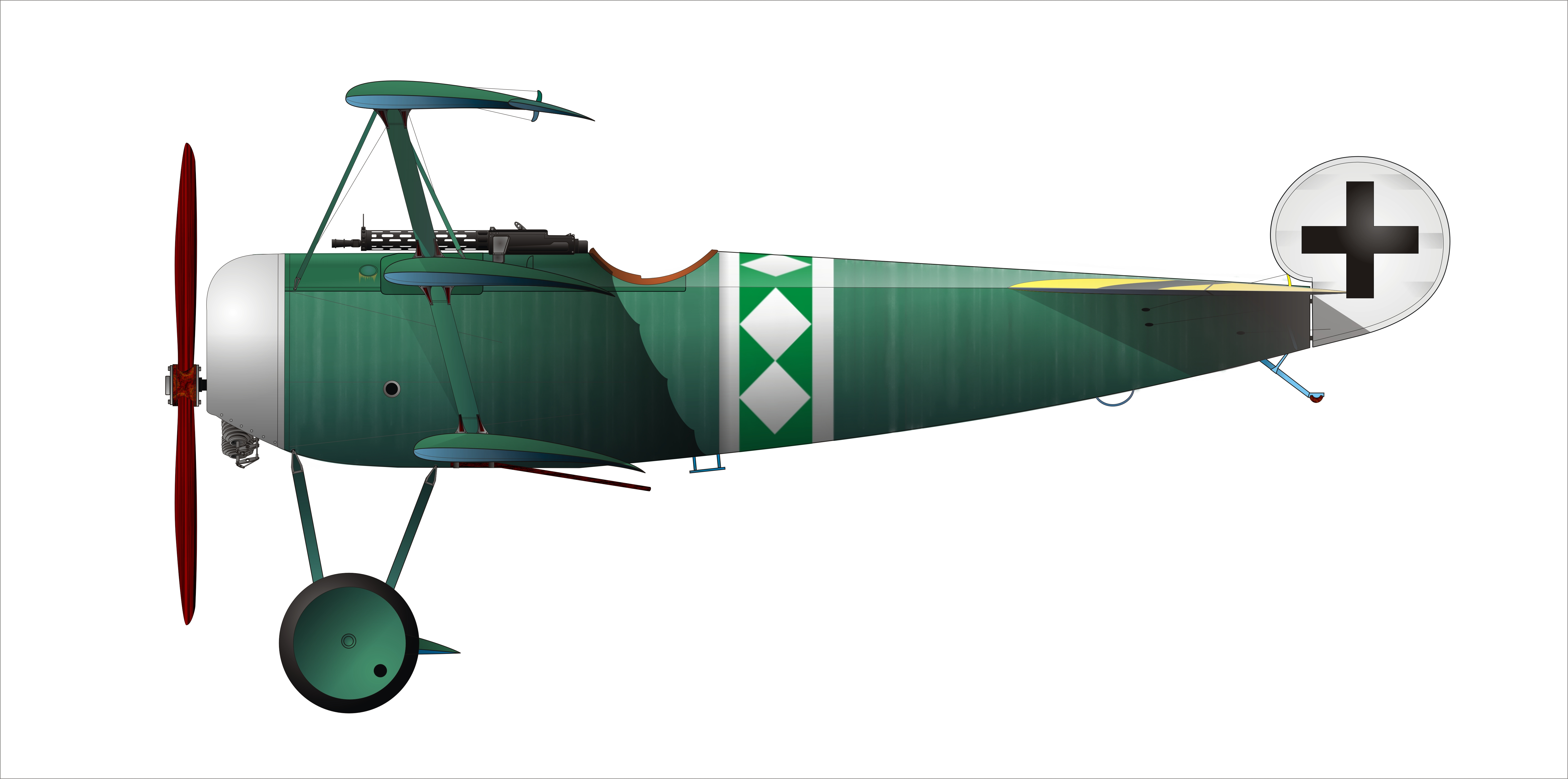
Fokker Dr.I
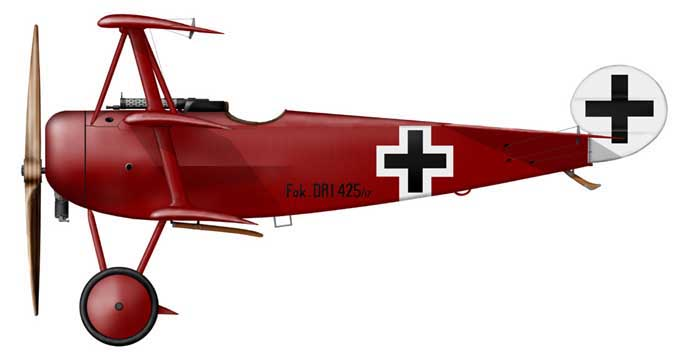
Fokker Dr.I, geflogen von Rittmeister Freiherr von Richthofen im April 1918
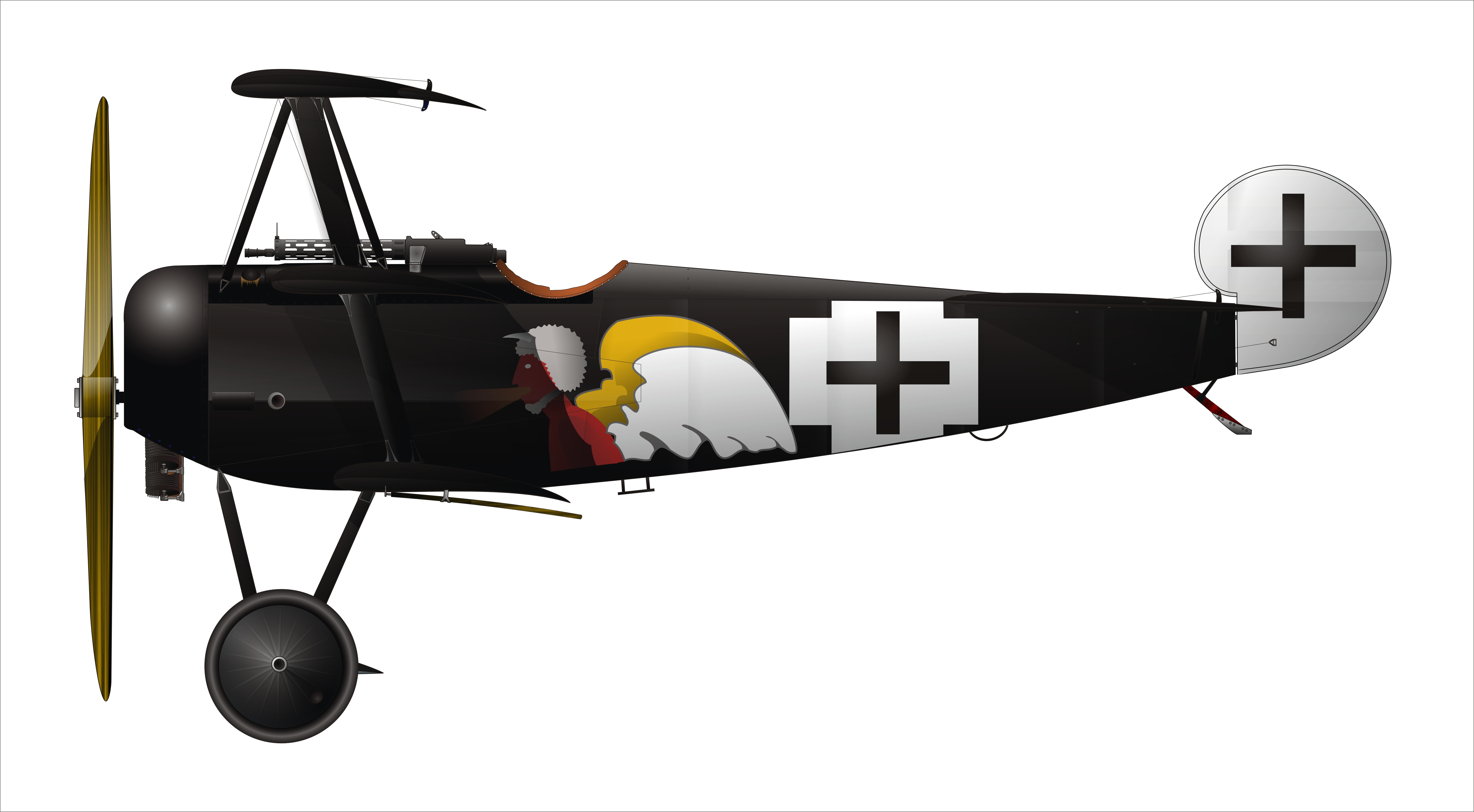
Fokker Dr.I, Josef Jacobs (48 Luftsiege): der erfolgreichste Pilot auf diesem Flugzeugtyp
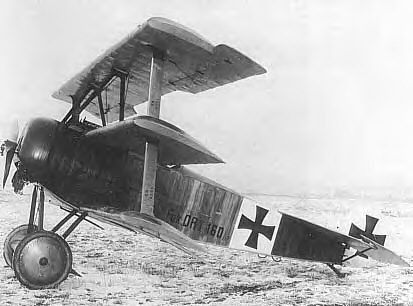
Fokker Dr.I
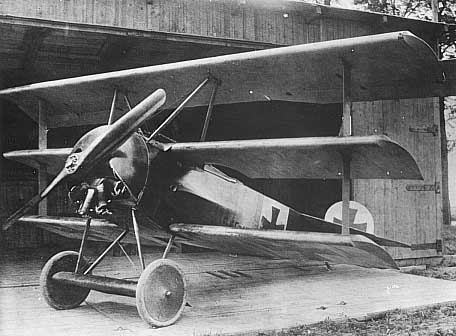
Fokker Dr.I
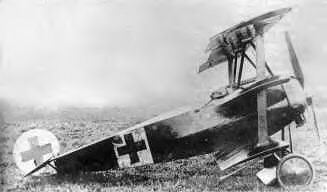
Fokker Dr.I